# Ліга Катаріненсе
Ліга Катаріненсе (порт.-браз. Campeonato Catarinense de Futebol) — чемпіонат штату Санта-Катаріна по футболу, в якому беруть участь всі найсильніші клуби штату.

## Історія
Ліга Катаріненсе проводиться під егідою ФКФ — Федерації футболу Катаріненсе (порт.-браз. Federação Catarinense de Futebol), заснованої 12 квітня 1924 року. Згідно з рейтингом КБФ, чемпіонат штату Санта-Катаріна на даний момент займає 9-е місце за силою у Бразилії.
Перший чемпіонат штату пройшов у 1924 році. У 1933 році турнір не був завершений, в 1946 році не проводився. З 1924 по 1985 рік називався просто чемпіонат Катаріненсе (Campeonato Catarinense) (Ліга Катаріненсе). У 1986-2003 роках турнір називався Перший дивізіон (Campeonato Catarinense Primeira Divisão; в 1986 році був утворений Другий дивізіон). У 2004-2005 роках чемпіон штату виявлявся в Серії A1. З 2006 року вищий дивізіон став називатися Головним дивізіоном (Divisão Principal). Другий дивізіон називається Особливим (або Спеціальним) дивізіоном (Divisão Especial). У 2004 році був утворений Третій за рівнем дивізіон. Він носить назву Перехідного дивізіону, або Дивізіону допуску (Divisão de Acesso).
Історично в штаті домінують чотири клуби — «Аваї» і «Фігейренсе» з Флоріанополіса, а також два клуби з однойменних міст — «Жоїнвіль» і «Крісіума». З інших відомих команд виділяються «Шапекоенсе» і «Марсіліо Діас».
Формат чемпіонату змішаний — переможці двох фаз зустрічаються за чемпіонський титул. Кожна фаза складається з групового турніру, за яким йде плей-оф. Зараз в турнірі Вищого дивізіону бере участь 10 клубів.

## Чемпіони
| - 1924 — Аваї - 1925 — Ештернато - 1926 — Аваї - 1927 — Аваї - 1928 — Аваї - 1929 — Кашиас - 1930 — Аваї - 1931 — Лауро Мюллер - 1932 — Фігейренсе - 1934 — Атлетіко Катаріненсе - 1935 — Фігейренсе - 1936 — Фігейренсе - 1937 — Фігейренсе - 1938 — ФК СІП - 1939 — Фігейренсе - 1940 — Іпіранга - 1941 — Фігейренсе - 1942 — Аваї | - 1943 — Аваї - 1944 — Аваї - 1945 — Аваї - 1947 — Америка (Жоїнвіль) - 1948 — Америка - 1949 — Олімпіко - 1950 — Карлос Ренаукс - 1951 — Америка - 1952 — Америка - 1953 — Карлос Ренаукс - 1954 — Кашиас - 1955 — Кашиас - 1956 — Операріо - 1957 — Ерсіліо Лус - 1958 — Ерсіліо Лус - 1959 — Паула Рамос - 1960 — Метропол - 1961 — Метропол | - 1962 — Метропол - 1963 — Марсіліо Діас - 1964 — Олімпіко - 1965 — Інтернасьйонал (Лажис) - 1966 — Пердіган - 1967 — Метропол - 1968 — Комершиаріо - 1969 — Метропол - 1970 — Ферровіаріо - 1971 — Америка - 1972 — Фігейренсе - 1973 — Аваї - 1974 — Фігейренсе - 1975 — Аваї - 1976 — Жоїнвіль - 1977 — Шапекоенсе - 1978 — Жоїнвіль - 1979 — Жоїнвіль | - 1980 — Жоїнвіль - 1981 — Жоїнвіль - 1982 — Жоїнвіль - 1983 — Жоїнвіль - 1984 — Жоїнвіль - 1985 — Жоїнвіль - 1986 — Крісіума - 1987 — Жоїнвіль - 1988 — Аваї - 1989 — Крісіума - 1990 — Крісіума - 1991 — Крісіума - 1992 — Бруски - 1993 — Крісіума - 1994 — Фігейренсе - 1995 — Крісіума - 1996 — Шапекоенсе - 1997 — Аваї | - 1998 — Крісіума - 1999 — Фігейренсе - 2000 — Жоїнвіль - 2001 — Жоїнвіль - 2002 — Фігейренсе - 2003 — Фігейренсе - 2004 — Фігейренсе - 2005 — Крісіума - 2006 — Фігейренсе - 2007 — Шапекоенсе - 2008 — Фігейренсе - 2009 — Аваї - 2010 — Аваї - 2011 — Шапекоенсе - 2012 — Аваї - 2013 — Крісіума - 2014 — Фігейренсе - 2015 — Фігейренсе - 2016 — Шапекоенсе |

## Досягнення клубів
Курсивом виділені нині не функціонують футбольні клуби
| Клуб                 | Місто                | Титулів (останній) |
| -------------------- | -------------------- | ------------------ |
| Фігейренсе           | Флоріанополіс        | 17 (2015)          |
| Аваї                 | Флоріанополіс        | 16 (2012)          |
| Жоїнвіль             | Жоїнвіль             | 12 (2001)          |
| Крісіума             | Крісіума             | 10 (2013)          |
| Шапекоенсе           | Шапеко               | 5 (2016)           |
| Америка              | Жоїнвіль             | 5 (1971)           |
| Метропол             | Крісіума             | 5 (1969)           |
| Кашиас               | Жоїнвіль             | 3 (1955)           |
| Карлос Ренаукс       | Брускі               | 2 (1953)           |
| Олімпіко             | Блуменау             | 2 (1964)           |
| Ерсіліо Лус          | Тубаран              | 2 (1958)           |
| Марсіліо Діас        | Ітажаї               | 1 (1963)           |
| Інтернасьйонал       | Лажис                | 1 (1965)           |
| Ферровіаріо          | Тубаран              | 1 (1970)           |
| Паула Рамос          | Флоріанополіс        | 1 (1959)           |
| Ештернато            | Флоріанополіс        | 1 (1925)           |
| Лауро Мюллер         | Итажаи               | 1 (1931)           |
| Атлетіко Катаріненсе | Флоріанополіс        | 1 (1934)           |
| СІП                  | Ітажаї               | 1 (1938)           |
| Іпіранга             | Сан-Франсіску-ду-Сул | 1 (1940)           |
| Операріо             | Жоїнвіль             | 1 (1956)           |
| Пердіган             | Відейра              | 1 (1966)           |
| Брускі               | Брускі               | 1 (1992)           |